# Santa Maria della Vita-katakombák
A Santa Maria della Vita-katakombák a nápolyi Santa Maria della Vita egykori kolostora alatt helyezkednek el. A templom és kolostor a XVI. században épült egy ókeresztény temető helyén. A katakombákban nemcsak ókeresztény, hanem pogány temetkezési helyeket is találtak.